# Kurdská strana dělníků
Kurdská strana dělníků (kurdsky Parti Zahmatkeshan Kurdistan, anglicky Kurdistan Toilers' Party, neboli Kurdská strana „dříčů“) je kurdská politická strana. Vznikla roku 1985. Strana zastává socialistické postoje a prosazení nezávislosti Kurdistánu.